# كي. إس. بروكس
كي. إس. بروكس (بالإنجليزية: K. S. Brooks)‏ (16 أكتوبر 1963، نيويورك في الولايات المتحدة)؛ مصورة وروائية أمريكية.